# Trałowce projektu 1265
Trałowce projektu 1265 (także typ Jachont, kod NATO: Sonya) – typ radzieckich trałowców przeznaczonych do działań w wodach przybrzeżnych, zbudowanych w stoczniach w Pietrozawodsku i Władywostoku w latach 1972-1992.
Zbudowanych zostało 68 z 72 planowanych jednostek dla Marynarki Wojennej ZSRR oraz 12 z 13 planowanych okrętów przeznaczonego na eksport projektu 1265E. Część trałowców pozostaje w czynnej służbie w rosyjskiej marynarce wojennej. Okręty służyły także w marynarkach wojennych Azerbejdżanu, Bułgarii, Etiopii, Kuby, Syrii, Ukrainy i Wietnamu.